# Криводановка (река)
Криводановка (в верховье Власиха) — река в России, протекает по Новосибирскому району Новосибирской области. В нижнем течении носит название Криводановка, в верхнем — Власиха. Исток располагается на южной окраине города Обь. Большая часть реки забрана в мелиоративные коллекторы в урочище Толмачёвские Согры. Устье реки находится в 8 км по левому берегу старицы без названия севернее села Криводановка. Длина реки составляет 22 км.

## Данные водного реестра
По данным государственного водного реестра России относится к Верхнеобскому бассейновому округу, водохозяйственный участок реки — Обь от Новосибирского гидроузла до впадения реки Чулым, без рек Иня и Томь, речной подбассейн реки — бассейны притоков (Верхней) Оби до впадения Томи. Речной бассейн реки — (Верхняя) Обь до впадения Иртыша.